# Allen (Northern Samar)
Allen ist eine philippinische Stadtgemeinde in der Provinz Northern Samar.

## Baranggays
Allen ist politisch unterteilt in 20 Baranggays.
| - Alejandro Village (Santiago) - Bonifacio - Cabacungan - Calarayan - Guin-arawayan - Jubasan - Kinabranan Zone I (Pob.) - Kinaguitman - Lagundi - Lipata | - Londres - Sabang Zone I (Pob.) - Santa Rita - Tasvilla - Frederic - Imelda - Lo-oc - Kinabranan Zone II (Pob.) - Sabang Zone II (Pob.) - Victoria |

## Herkunft des Namens
Der ursprüngliche Namen Allens war Manipa-a. Während der spanischen Kolonialherrschaft wurde der Namen in La Granja geändert. Unter US-amerikanischer Herrschaft wurde der Ort schließlich nach General Henry Tureman Allen umbenannt. General Allen war nach dem Spanisch-Amerikanischen Krieg Militärgouverneur der Visayas.